# Haselbachtal
Haselbachtal är en kommun och ort i Landkreis Bautzen i förbundslandet Sachsen i Tyskland. Kommunen har cirka 4 000 invånare.